# 葡萄镇区
葡萄镇区為緬甸克欽邦葡萄縣下辖的一个鎮區。2014年人口61,075人，區域面積6,141.7平方公里。該鎮区下辖55個村莊。葡萄為該鎮区首府。